# Hypoponera foeda
Hypoponera foeda är en myrart som först beskrevs av Auguste-Henri Forel 1893.  Hypoponera foeda ingår i släktet Hypoponera och familjen myror.

## Underarter
Arten delas in i följande underarter:
- H. f. foeda
- H. f. sarolta